# Amaquil
Amaquil är en ort i Mexiko.   Den ligger i kommunen Tenejapa och delstaten Chiapas, i den sydöstra delen av landet, 800 km öster om huvudstaden Mexico City. Amaquil ligger 1 151 meter över havet och antalet invånare är 675.
Terrängen runt Amaquil är kuperad söderut, men norrut är den bergig. Runt Amaquil är det tätbefolkat, med 319 invånare per kvadratkilometer. Närmaste större samhälle är Cancuc, 3,2 km väster om Amaquil. I omgivningarna runt Amaquil växer i huvudsak städsegrön lövskog.